# Thomas Pichler (Botaniker)
Thomas Pichler (* 12. Oktober 1828 in St. Johann im Walde; † 30. August 1903 in Lienz) war ein österreichischer Botaniker.

## Leben
Der 1828 geborene Thomas Pichler arbeitete zunächst als Bergführer. Auf Veranlassung Erzherzog Johanns, dem er bei der Einrichtung seines Alpengartens in Gastein als Hilfe empfohlen worden war, kam Pichler zur Ausbildung in Botanik und Gärtnerei an das Joanneum nach Graz, wo er sich ein so großes botanisches Wissen aneignete, dass er mit bedeutenden Wissenschaftlern seiner Zeit in Kontakt treten konnte. In Folge unternahm Pichler für botanische Institute oder als Begleiter für Wissenschaftler Sammelreisen in Österreich, nach Italien, Russland, Persien, auf den Balkan und in die arabischen Länder. Mehrere der von ihm entdeckten Pflanzenarten sowie die Gattung Pichleria aus der Familie der Doldenblütler (Apiaceae) wurden ihm zu Ehren benannt.

## Werk (Auswahl)
- Eine Reise nach Persien. In: Bote für Tirol und Vorarlberg vom 23.–28. und 30. April, 3., 7., 8., 14., 17. und 30. Mai, 3., 6., 10. und 13. Juni 1884.